# Cieśnina Wiatrów

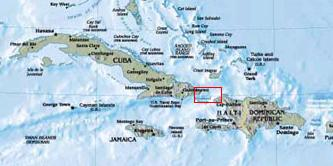
Położenie Cieśniny Wiatrów

Cieśnina Wiatrów, dawniej Cieśnina Zawietrzna (hiszp. Paso de los Vientos, fr. Passage du Vent) – cieśnina oddzielająca wyspy Kuba i Haiti, łącząca Morze Karaibskie z Oceanem Atlantyckim. Cieśnina ma szerokość około 80 km, głębokość – 1700 m.
Przez Cieśninę Zawietrzną prowadzi najkrótsza droga morska łącząca Kanał Panamski ze wschodnim wybrzeżem USA.